# Gastrosaccus wittmanni
Gastrosaccus wittmanni is een aasgarnalensoort uit de familie van de Mysidae. De wetenschappelijke naam van de soort is voor het eerst geldig gepubliceerd in 2000 door Deprez, Wooldridge & Mees.